# Naomi

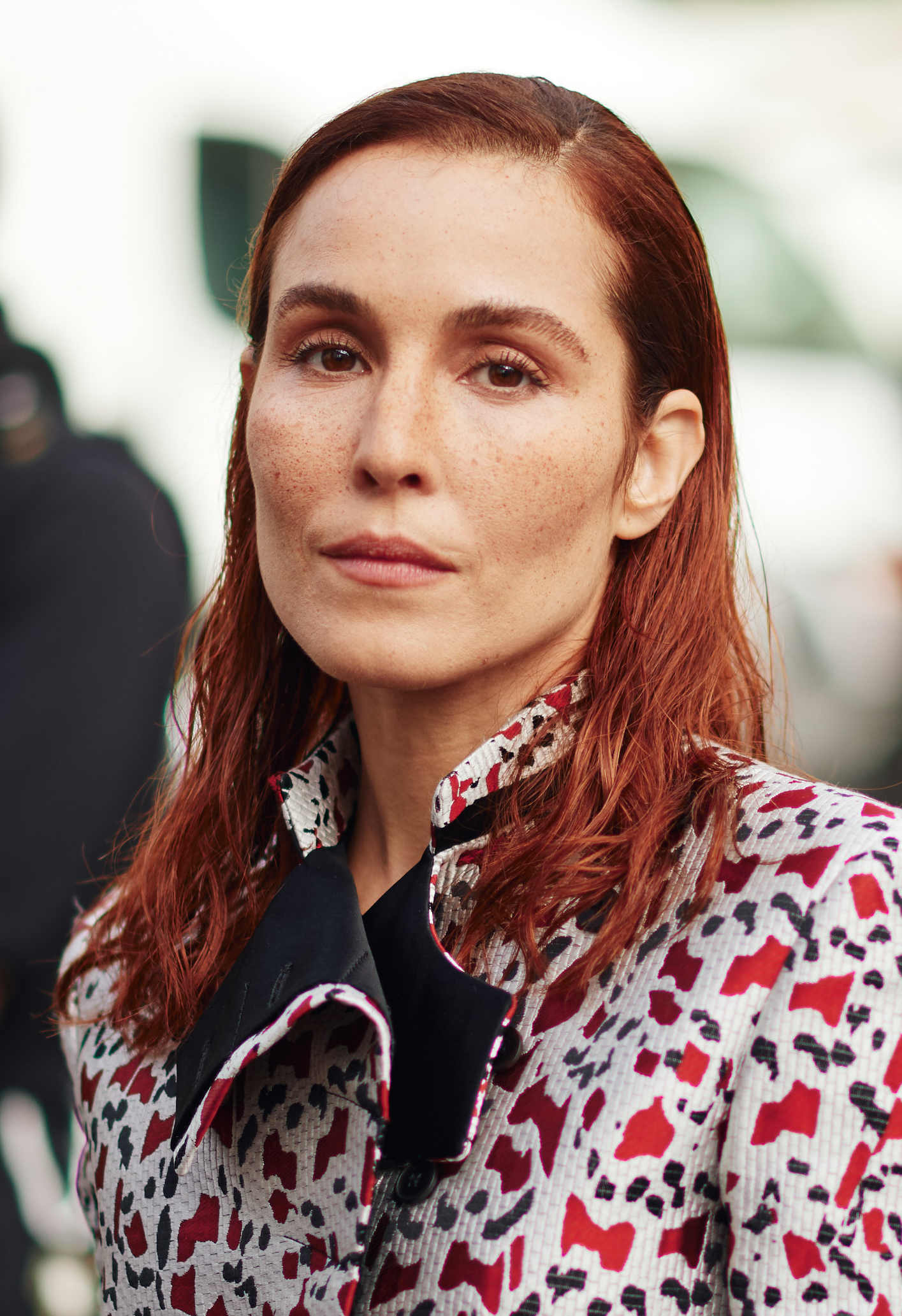
Noomi Rapace, 2019.

Naomi, eller Naemi, är ett kvinnonamn som har olika betydelser i olika språk. Naomi kommer av det hebreiska Na'omiy (נָעֳמִי), som betyder "mitt behag". Stavas även Noomi och Noemi. I Ruts bok i Gamla Testamentet är det namnet på Ruts svärmor Noomi. Svenska former är Naemi och Naima, varav Naemi är den stavning som användes i den svenska bibelöversättningen mellan 1517 och 1917, då det ändrades till Noomi.
Naomi är också ett japanskt kvinnonamn, 直美 (där nao (直) kan betyda "rak, ärlig" och mi (美) "vacker").
Den 31 december 2009 fanns det i Sverige totalt 690 personer med namnet Naomi, varav 420 med det som tilltalsnamn. Det fanns också 1048 personer med namnet Noomi/Nomi, varav 701 med det som tilltalsnamn.
I den finlandssvenska namnsdagslängden har Noomi och Naomi namnsdag 4 januari sedan 2020.

## Personer med namnet Naomi eller Noomi
- Naomi Campbell, engelsk fotomodell
- Naomi Judd, amerikansk countrysångerska och låtskriverska
- Naomi Klein, kanadensisk journalist och författare
- Naomi Novik, amerikansk fantasyförfattare
- Naomi Osaka, japansk tennisspelare
- Noomi Rapace, svensk skådespelerska
- Naomi Russell, amerikansk porrskådespelerska
- Naomi Scott, brittisk skådespelare och sångare
- Naomi Watts, brittisk-australisk skådespelerska